# Диана ди Кордона
Диана ди Кордона (итал. Diana di Cordona; 1499 — после 1550 года) — итальянская придворная дама королевы Польши Боны Сфорца, любовница короля Речи Посполитой Сигизмунда II Августа (с 1537 года), и затем — итальянского герцога Чезаре I Гонзага.
Приехав в Польшу, Диана ди Кордона поселилась на улице Флорианской в Кракове, где происходили её свидания с королём Сигизмундом II Августом. Образ жизни Дианы был буйным, весёлым и ярким, отличался разгулами и многочисленными скандалами. По сообщениям современников, заразила короля сифилисом. После его сватовства к Эльжбете Габсбург Диана ди Кордона была вынуждена покинуть Польшу. 
Вернувшись в Италию, была метрессой Чезаре I Гонзага, герцога Амальфи и графа Гвасталла. В 1550 году этот роман тоже окончился, и Диана выехала на Сицилию, после чего её следы теряются.